# Karnet balowy
Karnet balowy (fr. Un carnet de bal) – francuski dramat filmowy z 1937 roku w reżyserii Juliena Duviviera.
Film utrzymany w tonacji melancholii opowiada o przemijaniu. Bohaterka wspomina dawne czasy, dawnych adoratorów.
Film otrzymał główną nagrodę na Międzynarodowym Festiwalu Filmowym w Wenecji w 1937 roku.